# Agrotis sordida
Agrotis sordida är en fjärilsart som beskrevs av Denis och Ignaz Schiffermüller 1775. Agrotis sordida ingår i släktet Agrotis och familjen nattflyn. Inga underarter finns listade i Catalogue of Life.